# Ahmasjärvi (sjö i Satakunta)
Ahmasjärvi är en sjö i Finland. Den ligger i kommunen Eura i landskapet Satakunta, i den sydvästra delen av landet, 180 km nordväst om huvudstaden Helsingfors. Ahmasjärvi ligger 61 meter över havet. Arean är 33,6 hektar och strandlinjen är 2,71 kilometer lång. Sjön  ingår i Eura å huvudavrinningsområde.   I omgivningarna runt Ahmasjärvi växer i huvudsak blandskog.